# プロダクト・イノベーション
株式会社プロダクト・イノベーション（英: Product Innovation Co., Ltd.）は日本のドラッグストア向けプライベートブランド商品開発会社である。略称はPi。

## 加盟企業
- アカカベ
- キョーエイ
- ザグザグ
- 示野薬局（シメノドラッグ）
- 新生堂薬局
- 丸大サクラヰ薬局（ハッピードラッグ）

## 過去に加盟していた企業
- ABCドラッグ
- くすり自然堂
- モリス
- ユタカファーマシー（ドラッグユタカ）

## ブランド
- Pi（医薬品）
- Dr.INNOVEIL（化粧品）
- バランス生活（健康食品）